# La Ninota
La Ninota és una muntanya de 848 metres que es troba al municipi de Capafonts, a la comarca catalana del Baix Camp.